# Bizánci naptár
A bízánci naptár (ókori görögül: Ἔτη Γενέσεως Κόσμου κατὰ Ῥωμαίους) naptár, amit az ortodox kereszténység használt a konstantinápolyi ortodox egyházban 691-től 1728-ig. Továbbá még hivatalos naptár volt a Bizánci Birodalomban 988-tól 1453-ig és Oroszországban 988-tól 1700-ig.
Ez a naptár a julián naptáron alapszik azzal a kivétellel, hogy az év ebben a naptárban szeptember 1-jén kezdődik. A naptár első éve a Gergely-naptár szerint Kr. e. 5509. szeptember 1. és Kr. e. 5508. augusztus 31. között van. Ez az időpont utal arra, hogy a bizánciak időszámításunk szerint a 7. században a teremtés időpontját erre az évre tették. A katolikus bibliai teremtés éve a Gergely-naptár szerinti Kr. e. 4004-ben van (Ussher időrendje).
Egyes ünnepnapokban különbözik a keresztény és a bizánci időszámítás, többek között a húsvét kiszámításában.

## Fordítás
Ez a szócikk részben vagy egészben a Byzantine calendar című angol Wikipédia-szócikk fordításán alapul.  Az eredeti cikk szerkesztőit annak laptörténete sorolja fel. Ez a jelzés csupán a megfogalmazás eredetét és a szerzői jogokat jelzi, nem szolgál a cikkben szereplő információk forrásmegjelöléseként.